# John Desmond Bernal

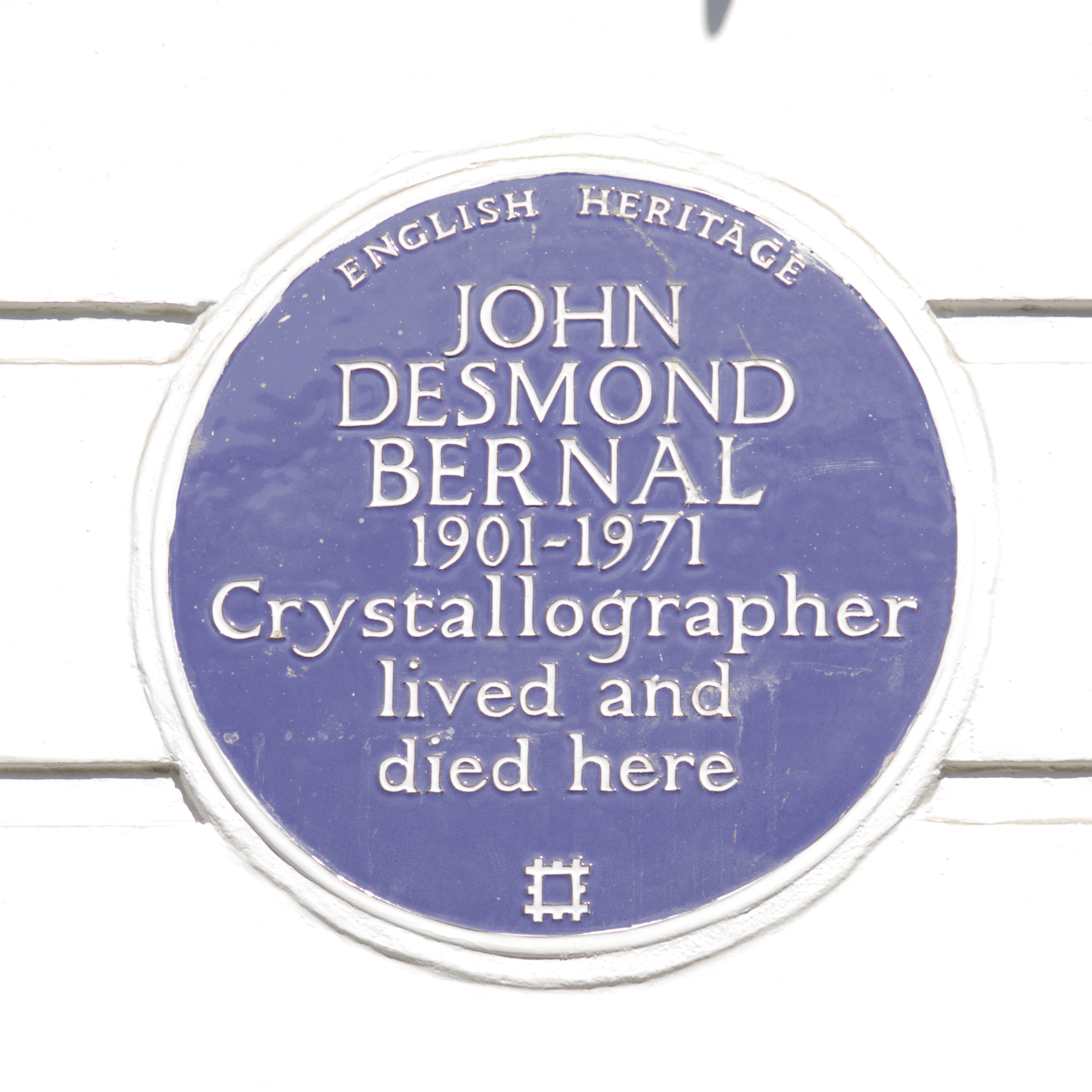
Blue Plaque für John Desmond Bernal; 44 Albert Street, Camden (London)

John Desmond Bernal (* 10. Mai 1901 in Nenagh, Irland; † 15. September 1971 in London) war ein britischer Naturwissenschaftler, der insbesondere auf dem Gebiet der Kristallographie arbeitete. Seine Forschung an Biomolekülen insbesondere ab 1930 in Cambridge markiert den Beginn der modernen Strukturbiologie.

## Leben und Wirken
Bernal wurde in einer irischen Bauernfamilie mit jüdischen, katholischen und protestantischen Vorfahren geboren. Sein Vater war gläubiger Katholik, seine amerikanisch-protestantische Mutter vermittelte ihm das Französische als zweite Muttersprache und unter seinen ersten Bildungsstätten befand sich ein Jesuiten-College.
Er studierte in Cambridge Naturwissenschaften, darunter Mineralogie und Mathematik. Während seiner Zeit in Cambridge wandte Bernal sich dem Sozialismus zu. Er wurde Mitglied der Communist Party of Great Britain und blieb ein lebenslanger Bewunderer der Sowjetunion.
Seine Forschertätigkeit begann er 1923 unter Sir William Henry Bragg im Davy-Faraday Laboratory. In Cambridge setzte er dann von 1927 bis 1937 seine Strukturanalysen von anorganischen und später auch organischen Substanzen fort. So wurden die Strukturen von Metallen und Legierungen, von Silikaten sowie von mehreren organischen Verbindungen aufgeklärt, Röntgendaten auch von komplizierten Verbindungen gesammelt, aus denen er beispielsweise für die Vitamine wesentliche Schlüsse zog und in den folgenden Jahren auch Proteine und Viren zum Forschungsobjekt seiner Strukturanalysen machte.
Bernal gehörte mit Erwin Schrödinger, Niels Bohr, Max Delbrück, Walter Friedrich und anderen zu einer Reihe von Physikern, die im vergangenen Jahrhundert Beiträge zu den modernen Biowissenschaften leisteten.
1937 wurde er zum Fellow der British Royal Society gewählt. Im selben Jahr nahm er den Ruf auf den Lehrstuhl für Physik am Birkbeck College in London an. 1937 wurde sein Sohn Martin Bernal geboren, der später Sinologe wurde. Außerdem war er 1944 an den Vorbereitungen der Operation Overlord, der Landung der Alliierten in der Normandie wissenschaftlich beteiligt.
1945 wurde er von der British Royal Society für seine Forschungsleistungen mit der Royal Medal geehrt; die US-Regierung verlieh ihm 1947 für seinen Einsatz im Zweiten Weltkrieg den „Order of Freedom with Bronze Palms“. Bernal war Mitglied der Akademie der Wissenschaften der UdSSR, Ungarns, Polens, Rumäniens, Bulgariens, der CSSR, der DDR und Norwegens. Außerdem war er Ehrenprofessor der Universität Moskau und Ehrendoktor der Humboldt-Universität zu Berlin sowie der Société Francaise de Mineralogie. 1953 wurde ihm der Lenin-Friedens-Preis der UdSSR verliehen, 1959 erhielt er den Preis der Internationalen Grotius-Stiftung zur Verbreitung des Völkerrechts.
Seine wissenschaftlichen Arbeiten galten vor allem der Struktur einfacher und komplexer Stoffe, angefangen mit Kohlenstoffverbindungen, Metallen und Wasser bis zu Vitaminen, Hormonen, Proteinen und Viren. Bernal befasste sich mit der Röntgenstrukturanalyse von Kristallen und biochemischen Substanzen und schuf eine Theorie der Struktur der Flüssigkeiten. Bernal veröffentlichte mehr als zweihundert wissenschaftliche Arbeiten und Dokumentationen. Zu seinen Schülern zählen mehrere berühmte Kristallographen und Strukturbiologen, wie die Nobelpreisträger Dorothy Hodgkin und Max Perutz.
Er ist berühmt für seine im Jahre 1929 vorgestellte Bernal-Sphäre, das Modell einer Raumstation, die ihren Bewohnern einen permanenten und langfristigen Lebensraum bieten soll. Darüber hinaus befasste er sich mit der sozialen Relevanz der Wissenschaften und mit Wissenschaftsphilosophie. Er widmete sein Leben lang einen großen Teil seiner Arbeit den Verflechtungen von Gesellschaft und Wissenschaft und hat dieses Thema in zahlreichen Vorträgen, Büchern, Artikeln und Rundfunksendungen behandelt.
Viele Jahre lang war Bernal Vorsitzender des Präsidiums des Weltfriedensrates, bevor er sich 1965 wegen einer schweren Erkrankung auch von dieser Aufgabe zurückziehen musste.
In der ersten Hälfte des 20. Jahrhunderts zählte er international zu den intellektuellen Bahnbrechern und Wegbereitern der Kristallographie und modernen Biowissenschaften.
Gleichzeitig und parallel beteiligte er sich seit den 1920er Jahren als Wissenschaftler und politischer Intellektueller an den praktisch-politischen Auseinandersetzung über die gesellschaftlichen Probleme seiner Zeit. Die Fragen von Krieg und Frieden, die Entwicklung und Funktionen der Wissenschaften sowie die öffentliche Verantwortung der Wissenschaftler und Intellektuellen waren ihm dabei vor dem, während des und nach dem Zweiten Weltkrieg die zentralen gesellschaftstheoretischen und politisch-praktischen Bezugsthemen.
Als einer der Väter der science of science sowie einer an den gesellschaftlichen Bedürfnissen orientierten science policy beteiligte er sich seit den 1930er Jahren zugleich als Wissenschaftspolitiker an den Diskussionen um die Entwicklung und Leitung der Wissenschaften in Großbritannien. Sein wissenschaftszentriertes Gesellschaftsverständnis wurde von seinen Kontrahenten mit der Bezeichnung „Bernalism“ bedacht. Als wissenschaftlicher Berater war er nicht nur für verschiedene britische Institutionen tätig, sondern auch an der Gründung der UNESCO und an der Institutionalisierung der Wissenschaftssysteme in den jungen Nationalstaaten (u. a. in Indien und Ghana) beteiligt.
Die Rosa-Luxemburg-Stiftung Brandenburg verleiht zu Ehren Bernals den John Desmond Bernal Preis an Nachwuchswissenschaftler. Zudem ist er Namensgeber für die Bernal-Inseln in der Antarktis.

## Schriften (Auswahl)
- Wissenschaft: Science in History (= Rororo. Band 6743, 4 Bände, übersetzt aus dem Englisch von Ludwig Boll). Rowohlt, Reinbek bei Hamburg 1970, ISBN 3-499-16743-3, 2. Band, ISBN 978-3-499-16748-5, 3. Band, ISBN 3-499-16753-0, 4. Band, ISBN 3-499-16758-1.
- Welt ohne Krieg, Übersetzung von Kurt Baudisch; Originaltitel: World without war, London 1958; VEB Deutscher Verlag der Wissenschaften, Berlin 1960, Lizenz-Nr. 206.435/21/60, MdI der DDR Nr. 5233
- Die Wissenschaft in der Geschichte. Deutscher Verlag der Wissenschaften: Berlin 1967 (3. üb. Auflage)